# Hong Ying Animation
Hong Ying Animation (vereenvoudigd Chinees: 鸿 鹰 动画; traditioneel Chinees: 鴻 鷹 動畫; pinyin: Hóng Yīng Dònghuà) is een animatiestudio in Taipei, Taiwan, China en Shanghai, China.

## Informatie
Hong Ying Animation werd in 1986 opgericht als Hung Long Animation. De studio begon eind jaren 80 en begin jaren 90 als onderaannemer van Wang Film Productions en Cuckoos 'Nest Studio. Na het voltooien van een paar shows met Wang Film Productions en Cuckoos 'Nest Studio, werd Hong Ying Animation hun eigen bedrijf en gespecialiseerd in tekenfilms. Ze staan bekend om hun samenwerking met DiC Entertainment.

## Werken
Hong Ying geanimeerd, geïnkt en / of geschilderd voor de volgende shows / films:
- The Adventures of Sam (alleen lay-outs)
- Avonturen van Sonic the Hedgehog
- Animal Stories
- Archie's Weird Mysteries
- Alienators: Evolution Continues
- Basquash!
- Batman: The Animated Series (alleen lay-outs)
- The Butterfly Lovers: Leon en Jo
- Care Bears: Adventures in Care-a-lot
- Le Chevalier D'Eon
- Chowder
- Kerst in Cartoonland
- Clifford de grote rode hond
- DC Nation ("Deadman" -segmenten)
- Dennis en Gnasher
- Downtown
- Dubbele draak
- DinoSquad
- Gadget Boy
- Gadget en de Gadgetini's
- Waterspuwers
- Golgo 13 tv-serie
- Gordon the Garden Gnome
- Hey Arnold!
- Held: 108
- Afschuwelijk Henry
- Horseland
- The Haunted Pumpkin of Sleepy Hollow
- iZ en de Zizzles
- James Bond Jr.
- Kenny the Shark (overzeese animatie)
- Kung Fu Dino Posse (was aangenomen, maar niet in postproductie)
- Liberty's Kids
- Lama Lama
- Machtige Max
- De nieuwe avonturen van Madeline
- Madeline: Lost in Paris
- Mortal Kombat: Defenders of the Realm
- Mary-Kate en Ashley in actie!
- Nickelodeon Sunday Movie Toons
- Oscar's Orchestra
- Pelswick (complete serie)
- Phineas en Ferb
- Pocket Dragon Adventures
- Vijver leven
- Prinses Gwenevere en de Jewel Riders
- Sabrina: The Animated Series (complete serie)
- Sabrina's Secret Life
- Secret Mountain Fort Awesome
- Zeven kleine monsters
- Sherlock Holmes in de 22e eeuw
- Sonic Underground (complete serie)
- Spongebob Squarepants
- Stargate Infinity
- Strawberry Shortcake
- Straat haaien
- Stunt Dawgs
- Super Dave
- Sushi Pack
- De Likeaballs
- De magische sleutel
- De gekke wereld van Tex Avery
- Taichi Kid
- Trollz
- Hoe zit het met Mimi?
- X-Men (Graduation Day)
- Yamucha's - Kung Fu Academy
- YoYoMan
- Yvon van de Yukon